# Marta Haładyn
Marta Haładyn (ur. 8 stycznia 1988 we Wrocławiu) – polska siatkarka, grająca na pozycji rozgrywającej. Karierę sportową rozpoczynała w Gwardii Wrocław z przerwą na naukę w SMS Sosnowiec. Reprezentantka Polski juniorek i seniorek.
Jej rodzice, Tadeusz Haładyn (1961–1995) i Barbara Haładyn, z d. Kamińska (1962–2022) byli piłkarzami ręcznymi. 

## Kluby
- 1999 – 2009: Gwardia Wrocław, SMS Sosnowiec
- 2009 – 2011: Tauron MKS Dąbrowa Górnicza
- 2011 – 2013: Impel Wrocław
- 2013 – 2016: NawaRo Straubing[2]

## Sukcesy
- MP Juniorek
- MP Kadetek
- Złoty Medal Uniwersjady w Bangkoku 2007
- Brązowy medal Uniwersjady w Belgradzie 2009
- Brązowy medal Mistrzostw Polski – sezon 2009/2010
- 5. miejsce z reprezentacją Polski B na Uniwersjadzie 2011 w Shenzhen